# Suttum
Suttum is een gehucht in de gemeente Westerkwartier in de provincie Groningen. Het gehucht ligt aan de Oldijk en valt onder het dorp Ezinge. Het gehucht bestaat uit een wierde met twee boerderijen. Langs het gehucht stroomt de Oude Tocht, die de gemeentegrens vormt. Ten zuiden ligt het gehucht Hardeweer.
De naam Suttum komt rond 1600 voor als Suttemahuys, waarschijnlijk afgeleid van een geslachtsnaam. Een alternatieve verklaring is Sut = zuid, hem = heem.